# داریوش قنبری
داریوش قنبری (زاده ۱۳۴۹  ایلام،  ایوان، روستای سراب) نماینده حوزه انتخابیه ایلام، ایوان، سیروان، چرداول و مهران در دوره هشتم مجلس شورای اسلامی است. او در انتخابات دوره نهم مجلس شورای اسلامی نتوانست رای کافی برای ورود به مجلس به‌دست آورد. همچنین صلاحیت او برای انتخابات دوره دهم مجلس شورای اسلامی احراز نگردید. او سخنگوی فراکسیون اقلیت مجلس (اصلاح طلبان) در دور هشتم بود.
داریوش قنبری دارای مدرک دکترای علوم سیاسی از دانشگاه تربیت مدرس و عضو هیئت علمی دانشگاه پیام نور واحد ماهدشت می‌باشد. قبل از نمایندگی مجلس در دبیرخانه مجمع تشخیص مصلحت نظام فعالیت داشت. او اهل ایوان غرب واقع در استان ایلام در غرب ایران می‌باشد و اولین کسی است که از حوزه ایلام دو بار به مجلس راه می‌یابد. او بیشتر شهرتش را مدیون انتقادهای تند از احمدی‌نژاد می‌باشد. وی عضو شورای مرکزی حزب مردم سالاری می‌باشد. او در انتخابات ریاست جمهوری یازدهم از حامیان حسن روحانی بود.
وی در انتخابات مجلس دهم رد صلاحیت شده‌است. او پس از رد صلاحیت در دور اول از جلال میرزایی حمایت کرد.

### حواشی
در دور دوم انتخابات مجلس هشتم در استان ایلام در اردیبهشت 1387 ه.خ پس پایان رأی گیری شواهد به صورت غیر رسمی از پیروزی داریوش قنبری حکایت می کرد که تعدادی از طرفدارانش برای شنیدن خبر پیروزی و برگزاری جشن در اطراف فرمانداری ایوان تجمع کردند. با بروز شایعاتی مبنی بر ابطال بخشی از آرای او و تغییر نتایج به نفع رقیبش علی اکبر متین، تجمع شکل اعتراضی به خود می گیرد و رفته رفته به تعداد تجمع کنندگان افزوده می شود. پس از ساعاتی این تجمع به خشونت کشیده شد و نیروهای امنیتی و انتظامی با شلیک گلوله های جنگی سعی در متفرق کردن معترضان داشتند که منجر به کشته شدن تعدادی از معترضان شد. با این حال آمار رسمی از تعداد کشته ها داده نشد اما منابع محلی از کشته شدن 4 نفر خبر دادند. در مصاحبه ای که علی اکبر عبدی فرماندار وقت شهرستان ایوان با روزنامه اعتماد داشت تعداد کشته شدگان را 3 نفر اعلام کرد. پس از پایان درگیری ها،  و حضور هیئت هایی از کمسیون امنیت ملی و وزارت کشور، فرماندار ایوان از سمت خود برکنار شد.
عبدی فرماندار برکنار شده شهرستان ایوان ادعا کرد مقصر اصلی حوادث پیش آمده مسئولان استانداری، فرمانداری ایلام و هیئت نظارت بر انتخابات بوده اند که با حضور قنبری به عنوان نماینده ای اصلاح طلب و منتقد دولت مخالفت داشته اند. او در این باره گفت "وظايف انتخاباتي خود را به نحو احسن انجام داده و به موقع نتايج انتخابات را به استانداري ايلام اعلام کرده اما اين مسوولان استانداري و هيات نظارت بودند که در اعلام نتايج تعلل به خرج دادند چرا که داريوش قنبري داراي راي اول بود و به جناح اصلاح طلب تعلق دارد".
هیچگاه به صورت رسمی ابطال آرای قنبری به نفع متین اعلام نشد و در پایان قنبری به عنوان یکی از نامزدهای پیروز راهی مجلس شد. علی اکبر متین در دور اول انتخابات در اسفند ماه 86 ابتدا با کسب بیشترین رأی به عنوان نامزد اول راهی دور دوم شد اما در پی گزارش تخلف انتخاباتی از ایلام، شورای نگهبان آرای ریخته شده به هفت صندوق در این حوزه انتخابیه را باطل اعلام کرد که در نتیجه، علی اکبر متین از مقام نامزد اول به رتبه سوم نزول کرد.

## دیدگاه‌ها و نظرات
داریوش قنبری پیش از انتخابات ریاست‌جمهوری سال ۹۶ ایران عنوان داشت که:
قالیباف یا رئیسی گمان نکنند که رای سرمایه شخصی است که هر موقع بخواهند به فرد دیگری منتقل کنند. مردم به این مسائل توجه ندارند و بر اساس سلایق و عقلانیت تصمیم می‌گیرند.